# Farces de matelots
Farces de matelots è un cortometraggio muto del 1907. Il nome del regista non viene riportato nei credit.

## Trama
In una taverna, tre marinai stanno passando la serata in una serie di grandi bevute finché uno dei tre cade a terra disteso. Gli altri due, ubriachi, lo prendono per morto e scappano via. La padrona, che neanche lei vuole aver a che fare con un cadavere, posa il corpo sulla porta del vicino. Un tizio inciampa sul corpo e, dello stesso avviso della padrona, sposta anche lui il "morto". Dopo qualche altro spostamento, il marinaio si risveglia in acqua, sulla spiaggia. Ritornato alla taverna, rivede i suoi due compari che stanno discutendo della sua morte: l'uomo riappare all'improvviso e i tre si fanno una grande risata.

## Produzione
Il film fu prodotto dalla Pathé Frères.

## Distribuzione
Distribuito dalla Pathé Frères, il film - un cortometraggio di 115 metri - uscì nelle sale francesi nel 1907. La Pathé lo distribuì anche negli Stati Uniti, dove venne importato e presentato il 14 dicembre 1907 con il titolo inglese Sailor's Practical Joke